# Stagioni di balletto del Teatro alla Scala

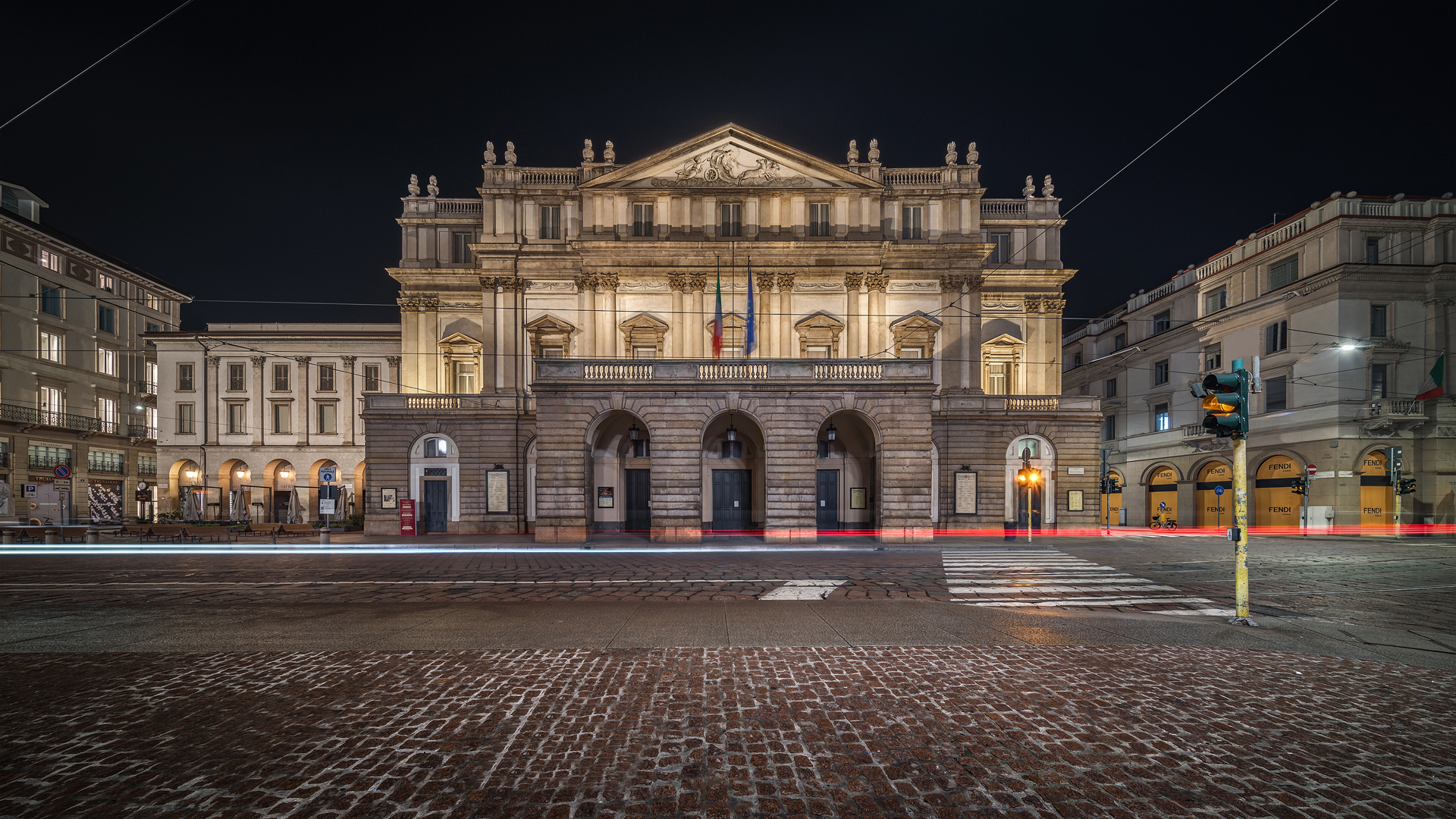
Teatro alla Scala

Questa voce contiene la cronistoria delle stagioni di balletto al Teatro alla Scala di Milano.

## Cronistoria

### XVIII secolo

#### 1778 - 1779
1778
- Calipso abbandonata, ballo tragico in 3 atti di Mathias Stabinger, soggetto e coreografia di Giuseppe Canziani.

Prima rappresentazione assoluta: 1º settembre.
1779
- Venere in Cipro, ballo pantomimo in 1 atto di Felice Alessandri, soggetto di Mattia Verazi, coreografia di Giuseppe Canziani.

Prima rappresentazione assoluta: 1º gennaio.

#### 1780 - 1789
1781
- Attila, balletto-pantomima in 3 atti di Gasparo Angiolini, soggetto e coreografia del compositore.

Prima rappresentazione assoluta: 3 febbraio.
- Solimano (Solimano II), balletto in 3 atti di Gasparo Angiolini, soggetto e coreografia del compositore.

Prima rappresentazione: 16 febbraio.
- Alzira o Gli americani, balletto di Gasparo Angiolini, soggetto e coreografia del compositore.

Prima rappresentazione assoluta: 29 dicembre.
1782
- Teseo in Creta, ballo eroico pantomimo in 3 atti di Gasparo Angiolini, soggetto e coreografia del compositore.

Prima rappresentazione assoluta: 10 agosto.
- Alessandro nelle Indie, balletto in 1 atto di Domenico Rossi, soggetto e coreografia di Domenico Ricciardi.

Prima rappresentazione assoluta: 26 dicembre.

#### 1790 - 1799
1790
- Idante ed Asseli ossia La sposa fedele e Argent fait tout, balli in 1 atto di Luigi Gianella, soggetti e coreografie di Pietro Angiolini.

Prima rappresentazione assoluta: 11 agosto.
1791
- Lo spazzacamino principe e di La festa da ballo in teatro, balletti di Antonio Muzzarelli, su soggetti e coreografie del compositore.

Fra gli interpreti: Antonia Vulcani-Muzzarelli, Antonio Vulcani e Andrea Vulcani}
Prima rappresentazione assoluta: 24 settembre.
- Telemaco nell'isola di Calipso (Télémaque dans l'île de Calypso), ballo pantomimo di Antoine Bonaventure Pitrot, soggetto e coreografia del compositore.

Prima rappresentazione: 9 ottobre.

### XIX secolo

#### 1800 - 1809
1801
- Izerbek e Zaikinda, balletto tragico in 5 atti di Alessandro Rolla, soggetto e coreografia di Gasparo Angiolini.

Prima rappresentazione assoluta: 7 novembre.

#### 1810 - 1819
1816
- Niobe o La vendetta di Latona, ballo tragico in 6 atti di Gaetano Gioja, soggetto e coreografia del compositore.

Prima rappresentazione assoluta: 10 febbraio.
- Tamerlano, balletto in 4 atti di Ferdinando Pontelibero, soggetto e coreografia di Gaetano Gioja.

Prima rappresentazione assoluta: 29 maggio.

#### 1820 - 1829
1822

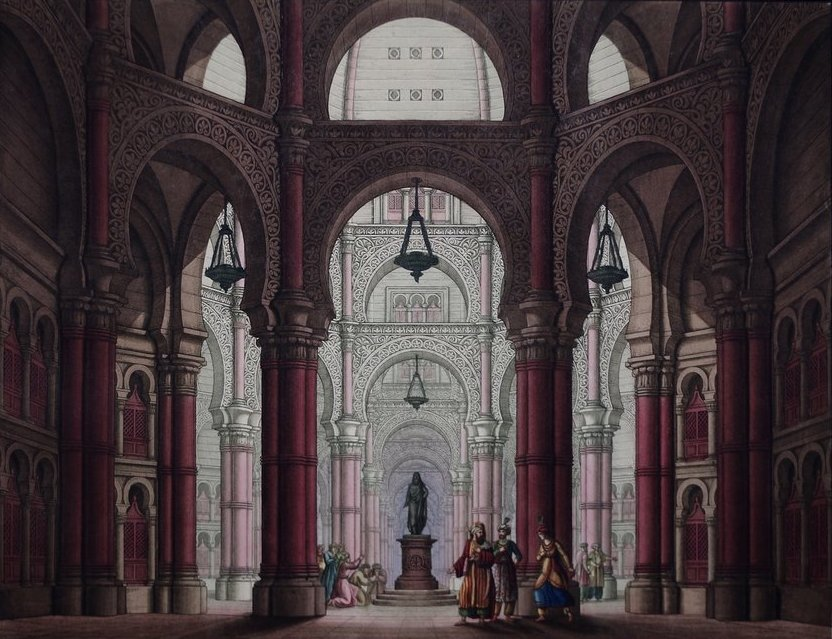
Scena di Alessandro Sanquirico per Maometto di Francesco Clerico, 1822 : Tempio di Mecca (atto primo)

- Maometto, ballo tragico in 5 atti di Paolo Brambilla, soggetto e coreografia di Francesco Clerico (da Maometto ossia il fanatismo di Voltaire.

Scenografo: Alessandro Sanquirico
Prima rappresentazione : 11 giugno.
1826
- Maria Stuarda, ballo tragico in 6 atti di Vincenzo Schira, soggetto e coreografia di Giovanni Galzerani.

Fra gli interpreti: Maria Bocci (Elisabetta), Luigia Demartini (Maria Stuarda), Maria Racolli (1°ancella), Tommasina Rabujati (2°ancella), Giuditta Facchini (3°ancella), Antonio Ramaccini (Leicester), Giovanni Galzerani (Mortimero), Stefano Vignola (Amiano), Raffaele Capuani (Talbot), Giuseppe Bocci (Burleigh) e Giacomo Brianza (Bellievre).
Prima rappresentazione assoluta: 10 febbraio.
- Elerz e Zulmida, balletto di Cesare Pugni, soggetto e coreografia di Luigi Henry.

Prima rappresentazione assoluta: 6 maggio.
- Il corsaro, azione mimica (ballo serio) in 6 atti di Giovanni Galzerani, soggetto e coreografia del compositore (da George Gordon Byron, The Corsair).

Prima rappresentazione assoluta: 16 agosto.
- La sposa di Messina, ballo tragico in 5 atti di Vincenzo Schira, soggetto e coreografia di Giovanni Galzerani (da Friedrich Schiller, La sposa di Messina).

Prima rappresentazione assoluta: 14 ottobre.

#### 1830 - 1839
1832
- Colombo all'isola di Cuba, azione mimica di mezzo carattere in 4 parti di Antonio Monticini, soggetto e coreografia del compositore.[11]

Fra gli interpreti: Giuseppe Bocci (Cristoforo Colombo), Federico Ghedini (Ferdinando), Pietro Trigambi (Gnacagnari), Marietta Monticini (Azema).
Prima rappresentazione assoluta: 3 novembre.

#### 1840 - 1849
1847
- Catarina ou La fille du bandit, balletto serio (azione mimica) in 5 atti di Cesare Pugni, soggetto e coreografia di Jules Perrot.

Fra gli interpreti: Lucile Grahn (Catarina), Louis-François Gosselin (Salvator Rosa) e Jules Perrot (Diavolino).
Scenografia: Charles Marshall.
Prima rappresentazione assoluta: 9 gennaio.

#### 1850 - 1859
1853
- Un fallo, prima versione dell'azione mimica in 5 atti e 8 scene di Antonio Buzzi e Paolo Giorza, soggetto e coreografia di Giuseppe Rota.

Fra gli interpreti: Giovannina Baratti (passo a due), Teresa Negro Burcardi (Anna), Regina Ghisani Bini (Rosa), Vincenzo Schiano (Lodovico), Francesco Penco (Ernesto), Giuseppe Bini (Luigi), Carlo Scalcina (Tommaso), Giuseppe Dan (Marco), Antonio Franzago (maschera), Francesco Giovesi (Lorenzo) e Enrico Isman (guardia).
Prima rappresentazione assoluta: 24 settembre.
- I bianchi e i negri, prima versione del ballo allegorico-fantastico in 2 parti e 6 scene di Paolo Giorza, soggetto e coreografia di Giuseppe Rota.

Fra gli interpreti: Antonio Travi (Sab).
Prima rappresentazione assoluta: 10 novembre.

#### 1860 - 1869
1861
- La contessa d'Egmont, prima versione del ballo in 5 atti e 6 quadri di Paolo Giorza, soggetto e coreografia di Giuseppe Rota (da Johann Wolfgang von Goethe, Egmont).

Prima rappresentazione assoluta: 2 marzo.
- L'isola degli amori, ballo fantastico in 5 atti di Ippolito Monplaisir, soggetto e coreografia del compositore.

Prima rappresentazione assoluta: 4 ottobre.
- Ellinor ossia Vedi Napoli e poi mori, gran ballo fantastico in 6 quadri di Peter Ludwig Hertel, soggetto e coreografia di Paolo Taglioni.

Prima rappresentazione assoluta: 26 dicembre.

#### 1870 - 1879
1875
- Rolla, ballo storico in 6 atti e 7 quadri di Cipriano Pontoglio e Leonardo Angeli, soggetto e coreografia di Luigi Manzotti.

Fra gli interpreti: Marietta Saracco (Eleonora), Rosita Mauri (genio scultura), Giovanni Venanzio (Cosimo I de'Medici), Carlo Milanesi-Piazza (Michelangelo), Luigi Manzotti (Rolla), Cesare Smeraldi (Stefano), Achille Balbiani (marchese Appiani) e Giuseppe Saracco (Andrea Costa).
Prima rappresentazione: 26 dicembre.

#### 1880 - 1889
1881
- Ballo Excelsior, azione coreografica storico-allegorica-fantastica in 6 parti e 11 quadri di Romualdo Marenco, soggetto e coreografia di Luigi Manzotti.

Fra gli interpreti: Bice Vergani (Luce), Rosina Viale (Civiltà), Carlo Montanara (Tenebre), Carlo Coppi (Papin/norvegese), Cesare Coppini (Valentino) Angelo Cuccoli (Volta/1º ingegnere).
Direttore: Alceo Pantaleoni.
Scenografia: Alfredo Edel.
Prima rappresentazione assoluta: 11 gennaio.103 repliche.

### XXI secolo

#### 2010 - 2019
2012
- L'altra metà del cielo, balletto di Martha Clarke. Canzoni di Vasco Rossi orchestrate da Celso Valli.

Prima rappresentazione assoluta: 3 aprile.